# Hassan (ciutat)
Hassan (kannada ಹಾಸನ) és una ciutat i municipi de l'Índia, estat de Karnataka, capital del districte de Hassan. Segons el cens del 2001 la població era de 117.386 habitants, el que la converteix en la vuitena ciutat de l'estat. El 1901 tenia 8.241 habitants.

## Història
Fou fundada al segle xi per Channa Krishnappa Naik, un poligar local vassall dels coles la dinastia del qual va subsistir sota els hoysales fins al final del segle XII; va rebre el seu nom de la deessa Haasanamba, deïtat tutelar de la ciutat. Llavors la ciutat estava situada a Chenapatna. Extinta la dinastia local, el rei hoysala la va donar a un altre noble, que va fundar la fortalesa i refundar la ciutat al seu lloc actual. El famós temple d'Hasanamba està situat a la ciutat i obre cada any rebent milers de visitants abans del festival Diwali, tancant just quan aquest s'acaba. Encara que els reis hoysales foren inicialment jainistes, després van canviar a l'hinduisme, i la major part dels temples són dedicats a Xiva. Sota l'imperi de Vijayanagar fou part del regne de Belur i el 1690 va passar a Mysore. El 1873 es va formar la municipalitat.